# INS Arihant
INS Arihant là tàu ngầm hạt nhân đầu tiên do hải quân Ấn Độ tự chế tạo, được hạ thủy vào chủ nhật ngày 26 tháng 7 năm 2009, cho thấy các tiến bộ về lãnh vực quân sự tại quốc gia đang nhanh chóng phát triển này.
Tàu INS Arihant dài 112 mét, nặng 6.000 tấn, thủy thủ đoàn có thể lên tới 100 người. INS Arihant được chế tạo để có thể mang và phóng tên lửa đạn đạo nhắm tới mục tiêu cách nó 700 km mặc dù hiện tại Ấn Độ chưa tự chế tạo cũng chưa mua được loại tên lửa này. Tàu do Ấn Độ tự chế tạo với sự giúp đỡ về công nghệ của Nga.
Chiếc tàu ngầm này, chiếc đầu tiên trong một loạt năm chiếc dự trù sẽ đóng, có một lò nguyên tử 85 watt và có thể đạt vận tốc 44 cây số (24 hải lý) một giờ dưới mặt nước, theo các viên chức bộ quốc phòng. Chiếc INS Arihant võ trang ngư lôi và mang theo hỏa tiễn liên lục địa.
Thủ tướng Ấn Độ Manmohan Singh đã chủ trì lễ hạ thủy tàu ngầm này tại thành phố cảng Visakhapatnam bên vịnh Bengal. Với INS Arihat, Ấn Độ trở thành quốc gia thứ 6 trên thế giới có tàu ngầm hạt nhân. Singh gọi đây là "một dấu mốc lịch sử trong lãnh vực quốc phòng của Ấn Độ" khi chiếc tàu ngầm được hạ thủy ở thành phố Visakhapatnam, ở về phía Nam Ấn Độ.
"Chúng ta không có ý định gây chiến tranh và chúng ta cũng không muốn đe dọa ai," hãng thông tấn Press Trust (PTI) ở Ấn trích thuật lời phát biểu của Singh trong buổi lễ hạ thủy. Ấn Độ nay là một thành viên của một nhóm nhỏ các quốc gia, gồm cả Pháp, Hoa Kỳ, Anh và Pháp, có tàu ngầm nguyên tử trong kho võ khí của mình.
Chiếc tàu này sẽ trải qua hai năm thử nghiệm trong vùng vịnh Bengal trước khi chính thức được đưa vào hoạt động, theo PTI. Ấn Độ trước đây có thuê một tàu ngầm nguyên tử của Nga, và vào năm 2005 ký một thỏa ước trị giá 3 tỉ Mỹ kim để mua 6 tàu ngầm chạy bằng hệ thống hỗn hợp điện và diesel loại Scorpene do Pháp và Tây Ban Nha đồng chế tạo.
Việc hạ thủy diễn ra vào lúc Ấn Độ đánh dấu mười năm kỷ niệm cuộc chiến ngắn ngủi nhưng đẫm máu ở Kargil với quốc gia láng giềng Pakistan trong vùng tranh chấp lãnh thổ Kashmir. Hơn 1.000 người, đa số là lính Ấn Độ và Pakistan, đã chết trong các cuộc giao tranh ở độ cao vào mùa Xuân và Hè năm 1999 khi các thành phần ly khai do Pakistan huấn luyện và võ trang xâm nhập để chiếm đóng các vị trí trong khu núi non phân chia hai nước. Một năm trước khi xảy ra vụ Kargil, Ấn Độ thử võ khí nguyên tử và Pakistan đáp trả bằng các vụ thử của họ chỉ vài ngày sau đó.